# Consuegra
Consuegra è un comune spagnolo di 10 876 abitanti situato nella provincia di Toledo nella comunità autonoma di Castiglia-La Mancia.
Questa località è nota al pubblico per essere presumibilmente il luogo in cui è ambientata la scena del combattimento contro i mulini a vento nel romanzo Don Chisciotte della Mancia di Miguel de Cervantes: questo fatto ha comportato ripercussioni positive sull'economia del comune, specialmente nel settore del turismo che oggigiorno è la principale fonte d'ingresso economico di Consuegra.

## Toponimia
Si crede che il nome Consuegra derivi dal termino Consabvra, ovvero "Confluenza del fiume Sabo", antico nome del fiume Amarguillo.

## Storia
I primi resti archeologici di un insediamento umano nella zona di Consuegra risalgono al periodo del paleolitico medio (150.000 anni fa) con i ritrovamenti di resti litici. Posteriormente le popolazioni Ibere e Celto-Ibere (principalmente i Carpetani) si stabilirono nella zona approfittando delle buone condizioni agricole.
Con l'arrivo dei romani, posteriormente alla vittoria della Seconda Guerra Punica, l'antica Consuegra cambiò nome al latino "Consabvra", convertendosi in un centro economico e di commercio tra le città di Toletvm (Toledo) e Laminivm (Alhambra e Ciudad Real) con le zone costiere del Mediterraneo. In questo momento, la piccola città assegnata con il titolo di municipium basava la sua economia sul commercio dei prodotti agricoli che si coltivavano nelle colline circostanti (principalmente olio, vino e grano) e dell'estrazione mineraria delle cave (principalmente gesso, granito e marmo).
Alla caduta dell'Impero Romano e con l'arrivo dei Visigoti, Consuegra perse poco a poco d'importanza per tornare ad essere un centro nevralgico di commercio nel periodo dell'occupazione di Al-Andalus e della Reconquista. Durante questo periodo, Consuegra passò ad essere un luogo d'interesse militare per favorire il controllo delle frontiere della penisola e come base di partenza per le guerre dei regni cristiani contro i musulmani. È durante il X secolo, per facilitare la difesa, gli arabi cominciarono la costruzione del Castello di Consuegra, attaccato nel 1097 nella battaglia di Consuegra in cui, secondo la leggenda, morì l'unico figlio maschio del Cid Campeador.
Una volta conquistata Consuegra, il castello e il controllo della zona passò in mano al priore dell'Ordine Militare di San Giovanni di Gerusalemme come donazione da parte di Alfonso VIII, vivendo un periodo di splendore economico facendo parte del territorio del Gran Priorato di San Giovanni di Gerusalemme. Con la conquista totale della penisola iberica, Consuegra perse d'importanza militare diventando solo un centro di gestione delle tasse. L'ordine di San Giovanni controllò la città in nome della corona spagnola fino al XIX secolo, periodo dell'abolizione in Spagna degli ordini militari.
La storia moderna di Consuegra è fortemente segnata dall'alluvione dell'11 settembre del 1891 quando, dopo una forte pioggia, il vicino fiume Amarguillo straripò inondando il 46% della città ed uccidendo un totale di 356 persone.

## Monumenti e luoghi d'interesse
- Castello di Consuegra: originario dell'epoca del Califfato di Cordova e conquistato poi dai cristiani durante la Reconquista, è stato ceduto da Alfonso VII agli Ospitalieri di San Giovanni di Gerusalemme nel 1183 per diventare sede dell'ordine. Distrutto nel 1813 dalle truppe napoleoniche durante la Guerra d'Indipendenza, è stato ristrutturato recentemente per permettere l'apertura al pubblico[1][2].
- Mulini a vento di Consuegra: un insieme di 12 mulini (su un numero originario di 13) situati interamente su una delle creste rocciose del Cerro Calderico fra i quali si possono riconoscere il mulino "Sancho", datato fine XV secolo, e i più recenti "Bolero", "Espartero" e "Rucio". Aperti al pubblico, un tempo servivano per la macina del grano e la produzione di farina.
- Diga romana: situata a 4 km da Consuegra, in direzione Urda, misura 638 metri di lunghezza ed è considerata fra le dighe di epoca romana tutt'oggi conservate più grandi al mondo.
- Edificio comunale: costruito nel 1670 è decorato in stile toledano con una doppia fila di mattoni alternati a pietre, gli archi e la torre dell'orologio sono state aggiunte posteriormente.
- Edificio escolar San Gumersindo: costruito in stile Castigliano-Mudéjar agli inizi del XX secolo.
- Corredores: un edificio costruito nel XVII secolo caratterizzato dalla grande balconata in legno situata sulla facciata della piazza e dai portali scoperti. Ospita al suo interno il Museo Municipale Archeologico con reperti che datano dal neolitico al XX secolo.
- Palacio Prioral y casa la Tercia: antica casa dell'Ordine degli Ospitalieri di San Giovanni di Gerusalemme nella città. È edificata sopra delle terme romane e si compone di tre elementi principali: la chiesa, della quale si conserva ancora l'abside, la residenza dell'Ordine e la torre.
- Iglesia del Santisimo Cristo de la Vera Cruz: costruita nel 1750 e ultimata nel 1803, la chiesa si caratterizza per la sua grande facciata in marmo bianco e per ospitare un museo reliquiario.
- Iglesia de Santa María: chiesa del 1723 composta da una sola navata e costruita in stile Castellano-Mudéjar.
- Madres de la Inmaculada Concepción: edificio religioso costruito in stile mudéjar con forti influenze gotiche.
- Iglesia de San Rafael: costruita nel popolare quartiere de "El Imparcial", è una chiesa in stile Castigliano-Mudéjar inaugurata nel 1891 dopo l'alluvione di Consuegra del 11 settembre dello stesso anno.

## Festività
Consuegra organizza una gran quantità di feste paesane. Le due più famose sono "Consuegra medieval", una ricreazione medievale dove dei volontari della regione ricreano la battaglia dove perse la vita Diego Rodríguez, unico figlio maschio del Cid Campeador, e "Rosa del Azafrán", una festività della tradizione regionale dove si celebra lo zafferano e si organizzano gare di estrazione del pistillo dello zafferano.

## Amministrazione

### Gemellaggi
Consuegra è gemellata con:
- Le Passage